# Ghetto di Brześć
Il ghetto di Brześć o ghetto di Brest sul Bug, noto anche come ghetto di Brześć nad Bugiem e ghetto di Brest-Litovsk, fu un ghetto nazista creato nei territori occupati della Bielorussia occidentale nel dicembre 1941, sei mesi dopo che le truppe tedesche invasero l'Unione Sovietica nel giugno 1941. Meno di un anno dopo, la maggior parte dei circa 20.000 abitanti ebrei della Bielorussia furono assassinati; oltre 5.000 furono giustiziati nella Fortezza di Brėst per ordine di Karl Eberhard Schöngarth, i restanti furono trasportati a bordo dei treni con il pretesto del "reinsediamento" e quindi uccisi nella foresta vicino Bronna Góra.

## Contesto
Prima della seconda guerra mondiale, Brześć nad Bugiem (conosciuta prima come Brześć Litewski, oggi Brėst) fu la capitale del voivodato della Polesia nella Seconda Repubblica Polacca con la maggiore presenza ebraica residente. Nei vent'anni di sovranità della Polonia, su un totale di 36 nuove scuole istituite in città, furono inaugurate dieci scuole ebraiche pubbliche e cinque private, con yiddish ed ebraico come lingua di insegnamento. La prima scuola ebraica nella storia di Brześć fu aperta nel 1920, nel 1936 gli ebrei costituivano il 41,3% della popolazione, ovvero 21.518 cittadini. Circa l'80,3% delle imprese private erano di proprietà di ebrei. Prima della prima guerra mondiale, Brześć fu controllata dall'Impero russo per un centinaio di anni in seguito alla spartizione della Polonia, e tutte le attività commerciali furono in gran parte trascurate.
Brest-Litovsk cambiò nome in Brześć nad Bugiem con la Seconda Repubblica Polacca il 20 marzo 1923. Poco prima dello scoppio della seconda guerra mondiale, ci fu una rivolta antiebraica nel bazar di Brześć il 15 maggio 1939. Alcune fonti ebraiche considerano la rivolta come polacca sebbene i bielorussi etnici costituissero il 17,8% della popolazione e diffondessero il nazionalismo militante tra i suoi giovani, in maniera simile agli ucraini e ai russi locali, sotto l'indottrinamento sistematico da parte degli emissari sovietici.

## Storia del ghetto

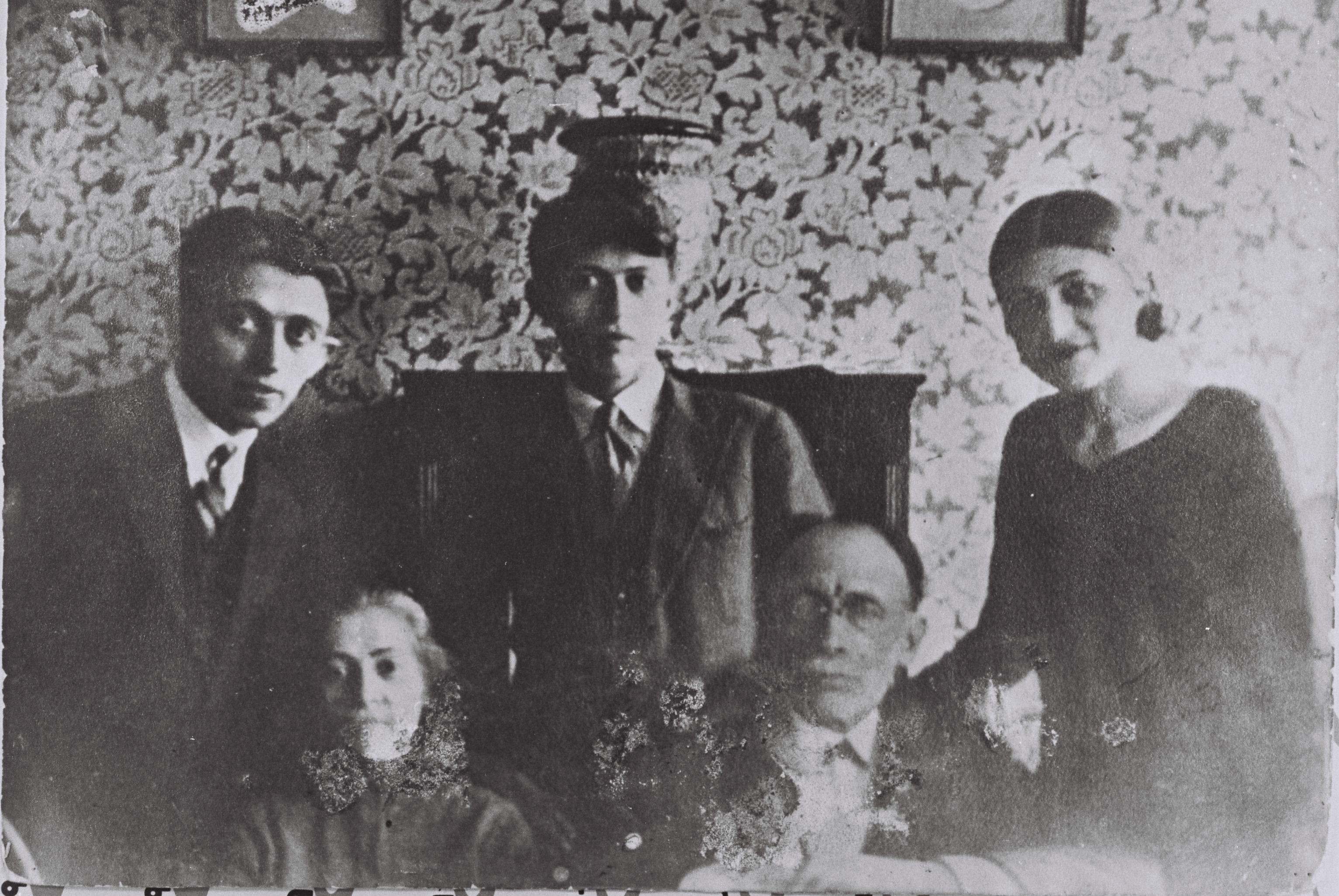
La famiglia Begin della comunità ebraica di Brest-Litovsk, 12 dicembre 1932. Tre non sopravvissero all'Olocausto.

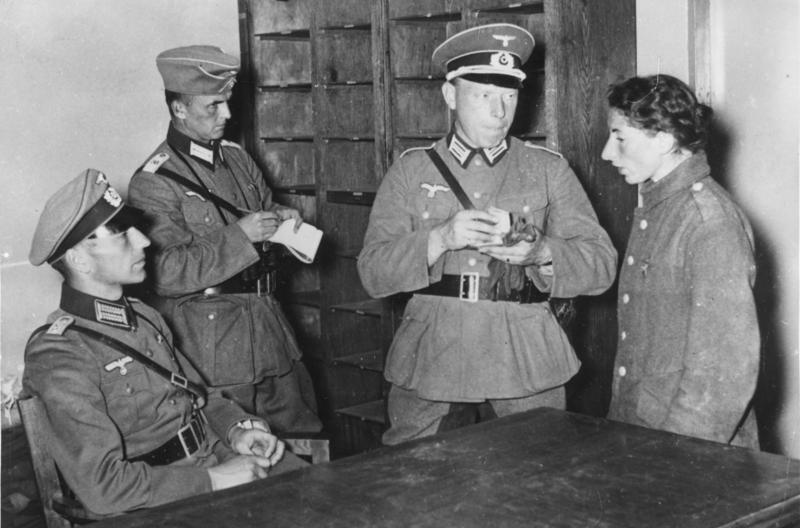
Varsavia, 21 settembre 1939, una donna ebrea di nome Bajla Gelblung viene catturata dai tedeschi nel ghetto di Brześć.

Nel settembre 1939, durante l'invasione tedesca e sovietica della Polonia, la città di Brześć fu invasa dalle truppe tedesche e consegnata ai russi durante la parata militare tedesco-sovietica a Brest-Litovsk del 22 settembre 1939. La provincia fu annessa all'Unione Sovietica a seguito di finte elezioni da parte della polizia segreta dell'NKVD, condotte in un'atmosfera di paura e terrore, a cui seguirono le deportazioni di massa di polacchi ed ebrei in Siberia.
Le forze armate tedesche lanciarono l'operazione Barbarossa contro l'Unione Sovietica il 22 giugno 1941 e Brześć fu catturata lo stesso giorno. Il 24 giugno 1941, un distaccamento della Sicherheitspolizei composto da 15 uomini, comandato dall'SS-Untersturmführer Schmidt, arrivò a Brześć. Il 16 dicembre 1941, i tedeschi posero Brėst sotto l'amministrazione del Reichskommissariat Ukraine e istituirono nella città il ghetto per circa 18.000 ebrei polacchi ancora residenti nonostante le deportazioni e gli annunci delle esecuzioni di massa ad hoc. Il 10-12 luglio 1941 l'Einsatzgruppe tedesco sotto il comando dell'SS-Obergruppenführer Karl Eberhard Schöngarth massacrò 5.000 ebrei in una sola notte, tra cui ragazzi di 13 anni e uomini di 70 anni. I battaglioni della Polizia dell'Ordine che passarono per Brześć e Białystok organizzarono delle sparatorie numericamente più ampie.
«Il primo massacro degli ebrei di Brėst - scrive Christopher Browning - non fu compiuto dai famigerati Einsatzgruppen, bensì dal battaglione di polizia 307 con l'appoggio della Wehrmacht, a metà luglio, per ordine del capo della polizia di Himmler, Kurt Daluege.»

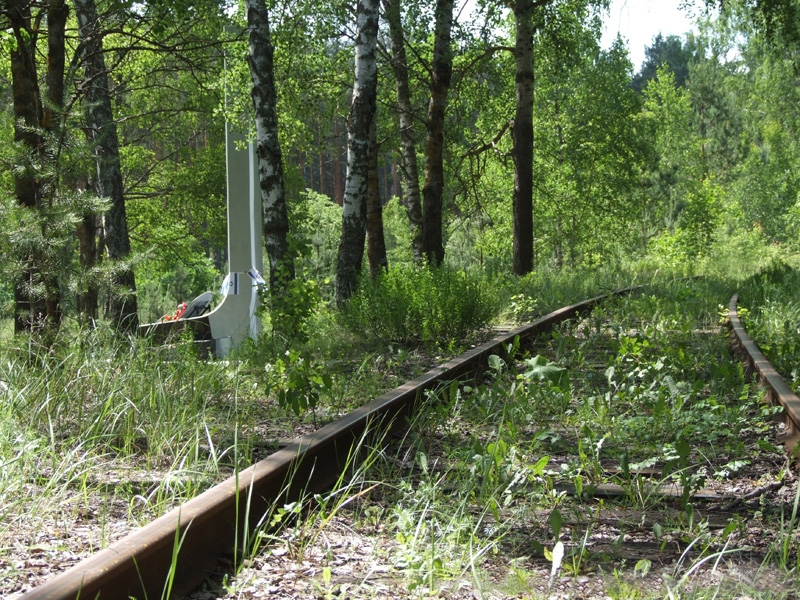
Vecchia linea ferroviaria vicino a Bronna Góra, con la posizione delle uccisioni di massa degli ebrei del ghetto di Brześć.

Nell'agosto 1941 i tedeschi estorsero agli ebrei di Brześć un pagamento di circa 26 milioni di rubli tra contanti e oggetti di valore. Il 15 ottobre 1942, gli ebrei furono radunati per il "trasferimento", uccisi e seppelliti in fosse comuni a nord-est della città, nella foresta del Bronna Góra. Alcune centinaia di ebrei: infermi, poliziotti ebrei, personale ospedaliero, bambini dell'orfanotrofio e anziani dell'ospizio per pensionati furono uccisi nel ghetto stesso: nel corso di due giorni furono uccise circa 16.000 persone.
Le organizzazioni di resistenza formate dagli ebrei nel campo, "Liberazione" e "Vendetta", pianificarono di attaccare i tedeschi durante la liquidazione del ghetto per creare un diversivo che permettesse agli ebrei di fuggire. Questi piani furono sventati dai tedeschi, precedentemente informati.
Alcuni ebrei riuscirono a evitare la liquidazione nascondendosi. La polizia locale, composta da polacchi, bielorussi e ucraini, condusse regolari ricerche a caccia degli ebrei nascosti. Gli ebrei catturati furono fucilati dalla polizia o mandati in prigione. Circa 300-400 ebrei catturati e trattenuti in prigione furono successivamente trasportati in treno a Baranowicze.
I membri della resistenza comunista acquisirono, alla fine del 1941, le carte d'identità di diversi individui impedendone l'espulsione. Diverse famiglie ebree furono nascoste dalla famiglia di P. Zhulikov, capo della locale resistenza comunista che morirà lui stesso nel 1943. Dopo la riconquista da parte dell'Armata Rossa nel luglio 1944, si sa che solo una ventina di ebrei sopravvissero a Brześć.
Tra i soccorritori riconosciuti della zona di Brześć figurano P. Grigoriewicz, Maria i Ignacy Kurianowiczowie, W. Niesterenko, A. Łabasiuk, A. Stelmaszuk. P. Makaren (per aver salvato un giovane ragazzo di nome M. Engelman e le sorelle Maria e Szulamit Kacaf) e Sofia e Piotr Gołowczenko (per aver salvato Izrael, Nechemii e Lii Mankierów). Anche un prete polacco, padre Jan Urbanowicz, decano della parrocchia della Santa Croce di Brześć, fu giustiziato dai tedeschi nel giugno 1943 per aver aiutato gli ebrei.

## Dopoguerra
L'ex ghetto è diventato un luogo di costruzione a Brėst. Nel febbraio 2019 è stata scoperta una fossa comune, dove furono recuperati 600 corpi, anche se si stima che il numero sia di 1.000 persone in questa particolare tomba: scarpe, vestiti e oggetti personali sono stati recuperati da gennaio. Entro marzo 2019, furono recuperati oltre 1.214 corpi dalla fossa comune, che misura 40 metri di lunghezza e 2 metri di profondità. La comunità ebraica di Brest e il Centro Simon Wiesenthal hanno chiesto che il sito diventi un memoriale ufficiale dell'Olocausto.

### Approfondimenti
- Jews from the Brest Ghetto assembled for slave labor, su vilnaghetto.com. URL consultato il 30 maggio 2013 (archiviato dall'url originale il 1º settembre 2011).. German photograph retrieved May 30, 2013.
- 64th Anniversary of Brest Ghetto, su fjc.ru. URL consultato il 30 agosto 2023 (archiviato dall'url originale il 17 giugno 2011).
- Yehuda Bauer, Rethinking the Holocaust, su books.google.com, Yale University Press,  pp. 153-155.